# Désiré-Émile Inghelbrecht
Désiré-Émile Inghelbrecht (París, 17 de septiembre de 1880 - París, 14 de febrero de 1965) fue un compositor, director y escritor francés.
Se formó en el conservatorio Superior de París. Desplegó una enorme actividad en sus dos especialidades, si bien consiguió mayor popularidad como director. Dio algunos conciertos en el Pasdeloup, alternando con o sustituyendo a su fundador, y a menudo se manifestó como uno de los mejores directores de la época. Fue, poco tiempo después, director en el Teatro de los Campos Eliseos, el mismo año de su fundación 1913; actuó después en el Teatro de las Artes, donde dio a conocer La tragedia de Salomé, de Florent Schmitt, se encargó de los conciertos Pasdeloup (1928); fue uno de los directores de la Opéra-Comique (1925), de la que pasó más tarde a primer director (1932); fundó y dirigió la orquesta de la Radiodifusión Francesa (1934); después fue nombrado director de la Ópera (1945 y actuó al frente de diversos conjuntos franceses.
También fundó la Coral de París. Fue un gran amigo de Claude Debussy, y uno de los principales méritos consistió en haber sido uno de los primeros en dar a conocer sus obras, de las que se encuentran excelentes rergistros que dirigió (La mer, Trois images, Nocturnos, Jeux, El martirio de san Sebastián, en su versión como oratorio), así como de Maurice Ravel (Ma Mère l'Oye, Rapsodia española). Mereció el gran premio del Disco francés en los años 1955 y 1962. 
Como compositor fue un seguidor de Debussy y de Ravel. Es importante la cantidad de obras que compuso. Realizó transcripciones para orquesta, entre ellas, las piezas de François Couperin, para clavicémbalo y de la suite Iberia de Isaac Albéniz.